# Milenko Vukcevic
Milenko Vukcevic (født 14. september 1966) er en tidligere fodboldspiller fra Serbien, og nuværende fodboldtræner i Sverige.

## Spiller
I 1990'erne var han en af de helt store spillere i svensk fodbold. Han var spillede for klubben klub Degerfors IF hvor han var en central midtbanespiller. I 1997 blev han købt af den danske klub Viborg FF, der på det tidspunkt kæmpede for at ikke rykke ned fra Superligaen. Han fik 14 kampe i den grønne trøje, men han kunne ikke forhindre klubben i at rykke ned. Så efter at kun at have spillet kampe i foråret 2007, blev Vukcevic udlejet til sin gamle klub Degerfors IF da han ikke var interesseret i at spille i 1. division i Danmark.
Efter endnu et år i svensk fodbold blev han udlejet til den tyske regional-liga klub Waldhof Mannheim. Her spillede han hele sæsonen 1998-1999 og nåede 28 kampe i Tyskland. Da sæsonen var forbi i Tyskland tog han endnu engang til Viborg FF der igen spillede i Superligaen. Det blev aldrig til nogen kampe i denne omgang og Milenko Vukcevic indstillede karrieren kort tid efter.
Benene kunne lidt endnu da han i en alder af 43 år spillede en kamp for Hertzöga Bollklubb i den 6 bedste række.

## Træner
I 2006 startede hans trænerkarriere i Sverige. Han blev assistenttræner i Superettan klubben Ljungskile SK, hvor han blev makker med cheftræner Lars-Olof Mattsson. I 2007 blev han selv cheftræner da han reddede Degerfors IF der på det tidspunkt lå til nedrykning i Superettan.
I 2008 skiftede han til Carlstad United i den 3 bedste række i Sverige.